# Володино (Удмуртия)
Воло́дино — деревня в Ярском районе Удмуртии, входит в состав Бачумовского сельского поселения.

## География
Деревня находится на расстоянии 12 км к северо-западу от посёлка Яр, административного центра района. Абсолютная высота — 172 м над уровнем моря.

### Часовой пояс
Деревня Володино, как и вся Удмуртия, находится в часовой зоне МСК+1. Смещение применяемого времени относительно UTC составляет +4:00.

## Население
| 2010 | 2012 |
| ---- | ---- |
| 0    | →0   |

## Улицы
В деревне имеется одна улица — Володинская.